# Alejandro Sabella
Alejandro Sabella (Buenos Aires, 5 november 1954 - 8 december 2020) was een Argentijns voetbalcoach en voetballer. Hij was tussen 2011 en 2014 bondscoach van het Argentijns nationaal elftal.

## Spelerscarrière

### River Plate
Alejandro Sabella doorliep de jeugdreeksen van de Argentijnse topclub River Plate, maar had het aanvankelijk moeilijk om een plaats af te dwingen in het eerste elftal. De aanvallende middenvelder stond in de jaren 70 in de schaduw van ploeggenoot Norberto Alonso. Sabella was net als Alonso een kleine, maar technisch begaafde spelverdeler. Sabella kreeg echter vaak het verwijt het spel te vertragen, hetgeen hem de bijnaam Pachorra (Nederlands: "treuzelaar") opleverde. Toen River Plate in 1975 haar eerste landstitel in 18 jaar won, werd Sabella's concurrent de grote ster van het team. Pas toen Alonso in 1976 naar Olympique Marseille verkaste, werd Sabella een vaste waarde onder coach Ángel Labruna. In 1977 had hij een belangrijk aandeel in het winnen van de Metropolitano. Nadien keerde Alonso terug naar River Plate en moest Sabella zich opnieuw tevreden stellen met een rol als invaller.

### Sheffield United
In 1978 greep Sheffield United naast de Argentijnse stervoetballer Diego Maradona, waarna de Engelse club Sabella benaderde. De middenvelder van River Plate trok voor £160.000 (zo'n €189.000) naar Engeland. Hij kreeg bij Sheffield de moeilijke opdracht om in de voetsporen te treden van clublegende Tony Currie, die in 1976 was vertrokken, maar werd al snel erg geliefd bij de supporters. Op 19 augustus 1978 maakte Sabella tegen Leyton Orient zijn officieel debuut voor Sheffield.
In 1979 zakte Sheffield naar de Third Division. Coach Harry Haslam probeerde de Argentijn toen voor een bedrag van £600.000 (€708.000) te verkopen aan Sunderland, dat toen in de Second Division uitkwam. Sabella had echter de ambitie om in de hoogste afdeling te spelen en weigerde de transfer.

### Leeds United
Ondanks zijn kleine gestalte en traag tempo versierde Sabella in 1980 een transfer naar Leeds United, dat in die dagen in de hoogste divisie speelde. De club legde £400.000 (€472.000) op tafel voor de Argentijn. Sabella's doortocht bij Leeds werd echter geen groot succes. De middenvelder kon het elftal niet op sleeptouw nemen. Een jaar later mocht hij van coach Allan Clarke opnieuw vertrekken.

### Estudiantes
In december 1981 keerde Sabella terug naar Argentinië. De middenvelder tekende bij Estudiantes en groeide er uit tot een sleutelspeler. Onder leiding van trainer Carlos Bilardo bereikte het team in 1982 de halve finale van het Nacional-toernooi. Datzelfde jaar won Estudiantes de Metropolitano. Een jaar later trok het team ook in de Nacional aan het langste eind.
In 1983 werd Bilardo bondscoach van Argentinië en werd Sabella voor het eerst opgeroepen voor de nationale ploeg. Ondanks de concurrentie van onder meer zijn vroegere concurrent Norberto Alonso, toptalent Diego Maradona en Jorge Burruchaga kwam Sabella in 1983 acht keer in actie voor Argentinië. Hij maakte zijn debuut op 12 mei 1983 in de vriendschappelijke wedstrijd tegen Chili (2-2), toen hij na 68 minuten inviel voor Jorge Burruchaga. Ook Oscar Ruggeri maakte in dat duel voor het eerst zijn opwachting bij Argentinië.
In 1985 leende Estudiantes hem tijdelijk uit aan het Braziliaanse Grêmio, waar hij tien keer in actie kwam. Nadien speelde Sabella nog twee seizoenen voor Estudiantes.

### Einde carrière
Nadien belandde Sabella in de tweede divisie bij Ferro Carril Oeste, waar hij een ploegmaat werd van clubiconen Héctor Cúper en Oscar Garré. In 1989 sloot hij in Mexico zijn spelerscarrière af bij het bescheiden Irapuato, een club uit de derde afdeling.

## Trainerscarrière

### Assistent-coach
Na zijn loopbaan als voetballer ging Sabella aan de slag als voetbalcoach. In 1990 keerde hij terug naar zijn ex-club River Plate, waar hij net als oud-wereldkampioen Américo Gallego een assistent werd van hoofdcoach en eveneens oud-wereldkampioen Daniel Passarella. Onder hun leiding veroverde de Argentijnse topclub drie titels. Van 1994 tot 1998 stond het trainerstrio aan het hoofd van de Argentijnse nationale ploeg. In die periode plaatste Argentinië zich voor het WK in Frankrijk, waar het in de kwartfinale werd uitgeschakeld door Nederland (2-1). Na de uitschakeling werd de controversiële Passarella aan de deur gezet. Gallego keerde terug naar River Plate, maar Sabella bleef Passarella trouw. De twee gingen vervolgens samen aan de slag bij de nationale ploeg van Uruguay. Tijdens de kwalificatiecampagne voor het WK 2002 stapte Passarella op. In 2001 werd Passarella benoemd als hoofdcoach van Parma. Assistent Sabella volgde ook nu in zijn zog, maar de twee werden al na 42 dagen ontslagen. In de daaropvolgende jaren was het duo nog actief bij Monterrey en Corinthians. Met Monterrey wonnen Passarella en Sabella in 2003 de Clausura. In 2006 keerden de twee terug naar River Plate. Na de uitschakeling van de club in de halve finale van de Copa Sudamericana in 2007 stapte Passarella op.

### Estudiantes

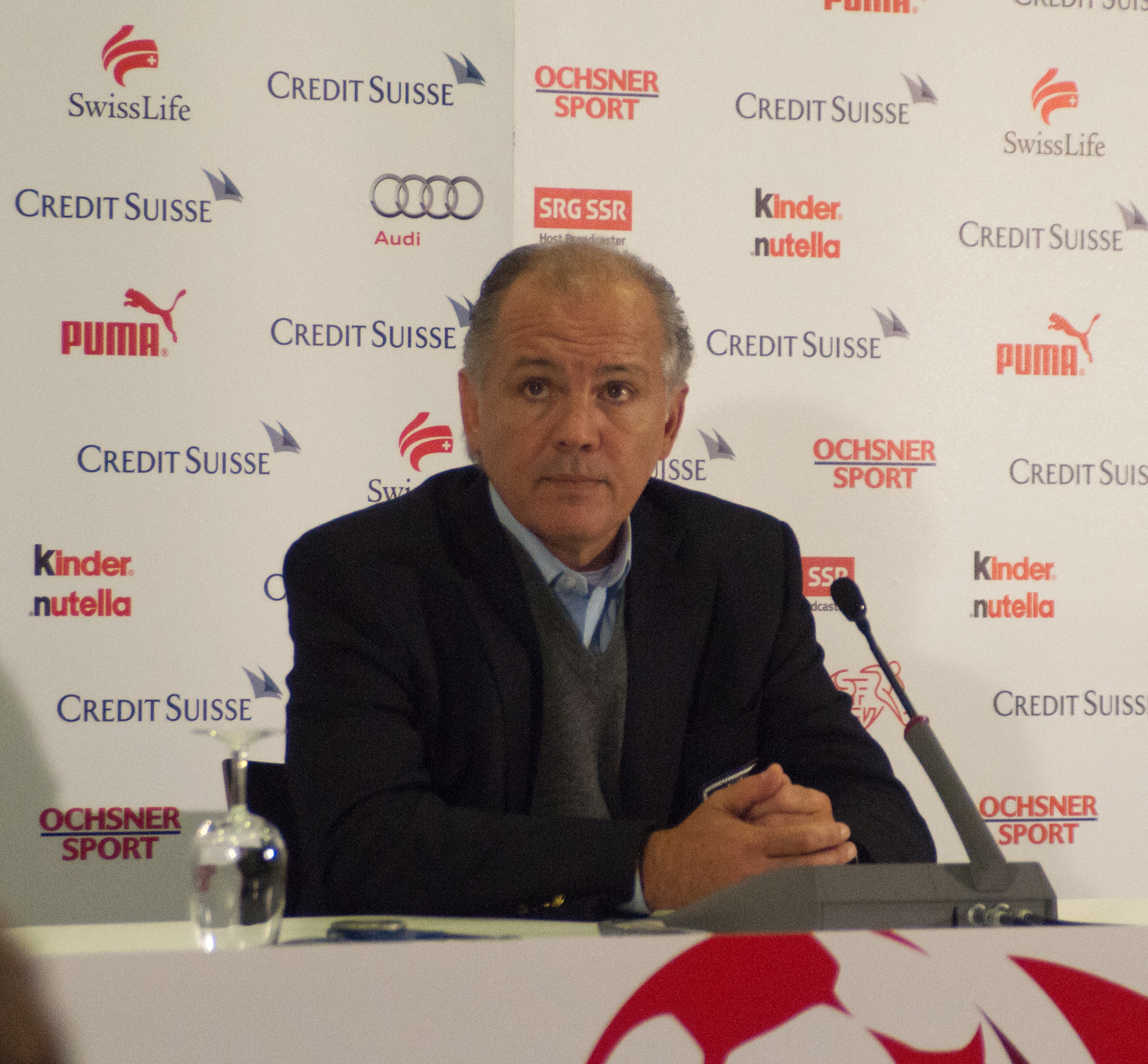
Sabella als bondscoach van Argentinië (2012).

Op 15 maart 2009 werd Sabella voor het eerst zelf hoofdcoach. Hij werd aangenomen als trainer van zijn ex-club Estudiantes en kreeg spelers als Enzo Pérez en Juan Sebastián Verón onder zijn hoede. Onder Sabella's leiding veroverde Estudiantes meteen de Copa Libertadores. Later dat jaar bereikte de club ook de finale van het wereldkampioenschap voor clubs. In die finale speelde Estudiantes uitstekend en verloor Sabella's elftal pas na verlengingen met 2-1 van FC Barcelona, dat zo de eerste club werd die in één jaar zes grote bekers (titel, beker, supercup, Champions League, Europese supercup en wereldbeker) won. De goede prestatie tegen het grote Barcelona leverde Sabella in eigen land de bijnaam Magno op, verwijzend naar Alejandro Magno, in het Nederlands beter bekend als Alexander de Grote.
In 2010 won Sabella met Estudiantes de Apertura, het openingstoernooi van de Argentijnse competitie. Op 2 februari 2011 kondigde Sabella zijn afscheid aan, hoewel zowel het bestuur als de spelersgroep hem liever zag blijven.

### Argentijns bondscoach
Na zijn vertrek bij Estudiantes leek Sabella op weg naar Al-Jazira uit de Verenigde Arabische Emiraten, maar na de vroege uitschakeling van Argentinië bij de strijd om de Copa América kreeg Sabella de unieke kans om bondscoach van zijn land te worden. De 56-jarige coach volgde Sergio Batista op en gaf meteen na zijn aanstelling de aanvoerdersband aan sterspeler Lionel Messi. Op 10 september 2013 plaatste Argentinië zich onder Sabella's leiding als eerste Zuid-Amerikaanse land (na het rechtstreeks geplaatste gastland Brazilië) voor het WK 2014. Op dat toernooi bereikte Sabella met het land de finale, waarin Duitsland met 1–0 te sterk was. Op 30 juli stapte hij op als bondscoach, waarna Gerardo Martino hem opvolgde. Hij had de nationale ploeg 41 duels onder zijn hoede.
| Interlands van Argentinië onder leiding van Alejandro Sabella | Interlands van Argentinië onder leiding van Alejandro Sabella | Interlands van Argentinië onder leiding van Alejandro Sabella | Interlands van Argentinië onder leiding van Alejandro Sabella | Interlands van Argentinië onder leiding van Alejandro Sabella | Interlands van Argentinië onder leiding van Alejandro Sabella |
| №                                                             | Datum                                                         | Wedstrijd                                                     | Uitslag                                                       | Competitie                                                    |                                                               |
| ------------------------------------------------------------- | ------------------------------------------------------------- | ------------------------------------------------------------- | ------------------------------------------------------------- | ------------------------------------------------------------- | ------------------------------------------------------------- |
| 1                                                             | 02 Sep 2011                                                   | Venezuela – Argentinië                                        | 0–1                                                           | Vriendschappelijk                                             |                                                               |
| 2                                                             | 06 Sep 2011                                                   | Argentinië – Nigeria                                          | 3–1                                                           | Vriendschappelijk                                             |                                                               |
| 3                                                             | 14 Sep 2011                                                   | Argentinië – Brazilië                                         | 0–0                                                           | Vriendschappelijk                                             |                                                               |
| 4                                                             | 28 Sep 2011                                                   | Brazilië – Argentinië                                         | 2–0                                                           | Vriendschappelijk                                             |                                                               |
| 5                                                             | 07 Oct 2011                                                   | Argentinië – Chili                                            | 4–1                                                           | WK-kwalificatie                                               |                                                               |
| 6                                                             | 11 Oct 2011                                                   | Venezuela – Argentinië                                        | 1–0                                                           | WK-kwalificatie                                               |                                                               |
| 7                                                             | 11 Nov 2011                                                   | Argentinië – Bolivia                                          | 1–1                                                           | WK-kwalificatie                                               |                                                               |
| 8                                                             | 15 Nov 2011                                                   | Colombia – Argentinië                                         | 1–2                                                           | WK-kwalificatie                                               |                                                               |
| 9                                                             | 29 Feb 2012                                                   | Zwitserland – Argentinië                                      | 1–3                                                           | Vriendschappelijk                                             |                                                               |
| 10                                                            | 02 Jun 2012                                                   | Argentinië – Ecuador                                          | 4–0                                                           | WK-kwalificatie                                               |                                                               |
| 11                                                            | 09 Jun 2012                                                   | Argentinië – Brazilië                                         | 4–3                                                           | Vriendschappelijk                                             |                                                               |
| 12                                                            | 15 Aug 2012                                                   | Duitsland – Argentinië                                        | 1–3                                                           | Vriendschappelijk                                             |                                                               |
| 13                                                            | 07 Sep 2012                                                   | Argentinië – Paraguay                                         | 3–1                                                           | WK-kwalificatie                                               |                                                               |
| 14                                                            | 11 Sep 2012                                                   | Peru – Argentinië                                             | 1–1                                                           | WK-kwalificatie                                               |                                                               |
| 15                                                            | 20 Sep 2012                                                   | Brazilië – Argentinië                                         | 2–1                                                           | Vriendschappelijk                                             |                                                               |
| 16                                                            | 12 Oct 2012                                                   | Argentinië – Uruguay                                          | 3–0                                                           | WK-kwalificatie                                               |                                                               |
| 17                                                            | 16 Oct 2012                                                   | Chili – Argentinië                                            | 1–2                                                           | WK-kwalificatie                                               |                                                               |
| 18                                                            | 14 Nov 2012                                                   | Saoedi-Arabië – Argentinië                                    | 0–0                                                           | Vriendschappelijk                                             |                                                               |
| 19                                                            | 21 Nov 2012                                                   | Argentinië – Brazilië                                         | 2–1                                                           | Vriendschappelijk                                             |                                                               |
| 20                                                            | 06 Feb 2013                                                   | Zweden – Argentinië                                           | 2–3                                                           | Vriendschappelijk                                             |                                                               |
| 21                                                            | 22 Mar 2013                                                   | Argentinië – Venezuela                                        | 3–0                                                           | WK-kwalificatie                                               |                                                               |
| 22                                                            | 26 Mar 2013                                                   | Bolivia – Argentinië                                          | 1–1                                                           | WK-kwalificatie                                               |                                                               |
| 23                                                            | 07 Jun 2013                                                   | Argentinië – Colombia                                         | 0–0                                                           | WK-kwalificatie                                               |                                                               |
| 24                                                            | 11 Jun 2013                                                   | Ecuador – Argentinië                                          | 1–1                                                           | WK-kwalificatie                                               |                                                               |
| 25                                                            | 14 Jun 2013                                                   | Guatemala – Argentinië                                        | 0–4                                                           | Vriendschappelijk                                             |                                                               |
| 26                                                            | 14 Aug 2013                                                   | Italië – Argentinië                                           | 1–2                                                           | Vriendschappelijk                                             |                                                               |
| 27                                                            | 10 Sep 2013                                                   | Paraguay – Argentinië                                         | 2–5                                                           | WK-kwalificatie                                               |                                                               |
| 28                                                            | 11 Oct 2013                                                   | Argentinië – Peru                                             | 3–1                                                           | WK-kwalificatie                                               |                                                               |
| 29                                                            | 15 Oct 2013                                                   | Uruguay – Argentinië                                          | 3–2                                                           | WK-kwalificatie                                               |                                                               |
| 30                                                            | 15 Nov 2013                                                   | Ecuador – Argentinië                                          | 0–0                                                           | Vriendschappelijk                                             |                                                               |
| 31                                                            | 18 Nov 2013                                                   | Argentinië – Bosnië en Herz.                                  | 2–0                                                           | Vriendschappelijk                                             |                                                               |
| 32                                                            | 05 Mar 2014                                                   | Roemenië – Argentinië                                         | 0–0                                                           | Vriendschappelijk                                             |                                                               |
| 33                                                            | 04 Jun 2014                                                   | Argentinië – Trinidad en T.                                   | 3–0                                                           | Vriendschappelijk                                             |                                                               |
| 34                                                            | 07 Jun 2014                                                   | Argentinië – Slovenië                                         | 2–0                                                           | Vriendschappelijk                                             |                                                               |
| 35                                                            | 15 Jun 2014                                                   | Argentinië – Bosnië en Herz.                                  | 2–1                                                           | WK-eindronde                                                  |                                                               |
| 36                                                            | 21 Jun 2014                                                   | Argentinië – Iran                                             | 1–0                                                           | WK-eindronde                                                  |                                                               |
| 37                                                            | 25 Jun 2014                                                   | Nigeria – Argentinië                                          | 2–3                                                           | WK-eindronde                                                  |                                                               |
| 38                                                            | 01 Jul 2014                                                   | Argentinië – Zwitserland                                      | 1–0                                                           | WK-eindronde                                                  |                                                               |
| 39                                                            | 05 Jul 2014                                                   | Argentinië – België                                           | 1–0                                                           | WK-eindronde                                                  |                                                               |
| 40                                                            | 09 Jul 2014                                                   | Argentinië – Nederland                                        | 0–0                                                           | WK-eindronde                                                  |                                                               |
| 41                                                            | 13 Jul 2014                                                   | Duitsland – Argentinië                                        | 1–0                                                           | WK-eindronde                                                  |                                                               |

## Erelijst

### Als speler
| Nationaal     |    |                  |
| Metropolitano | 2x | 1975, 1977       |
| Nacional      | 3x | 1975, 1982, 1983 |

### Als trainer
| Nationaal         |    |      |
| Apertura          | 1x | 2010 |
| Internationaal    |    |      |
| Copa Libertadores | 1x | 2009 |

1 Romero ·
2 Garay ·
3 Campagnaro ·
4 Zabaleta ·
5 Gago ·
6 Biglia ·
7 Di María ·
8 Pérez ·
9 Higuaín ·
10 Messi  ·
11 Rodríguez ·
12 Orión ·
13 A. Fernández ·
14 Mascherano ·
15 Demichelis ·
16 Rojo ·
17 F. Fernández ·
18 Palacio ·
19 Álvarez ·
20 Agüero ·
21 Andújar ·
22 Lavezzi ·
23 Basanta ·
Coach: Sabella